# Middle Gill
Der Middle Gill ist ein etwa 3 km langer Wasserlauf in Cumbria, England. Er entsteht als Abfluss des Greencastle Tarn an dessen Nordseite und fließt in nördlicher Richtung bis zu seiner Mündung rechtsseitig in den Black Burn.